# Arden Cho
Arden Cho, född 16 augusti 1985 i Amarillo, Texas, är en amerikansk sångare och skådespelare.
Cho har bland annat medverkat i TV-serierna Chicago Med, Avatar: The Last Airbender och Teen Wolf.

## Filmografi (i urval)
- 2014–2016 – Teen Wolf (TV-serie)
- 2018–2019 – Chicago Med (TV-serie)
- 2024 – Avatar: The Last Airbender (TV-serie)